# Altijd daar
Altijd daar is een nummer van de Nederlandse zanger Jan Smit uit 2012. Het nummer is de tweede single van het studioalbum Vrienden. Smit schreef samen met de broers Tol & Tol het nummer. Het liedje is een ode aan zijn vrouw Liza. Als B-kant op de cd-single staat het nummer Als ik wakker lig, dat niet op het album staat. Op 1 september 2012 werd de single uitgebracht en een week later kwam hij op nummer 1 in de Nederlandse Single Top 100 terecht. Het werd Smits zestiende nummer 1-hit in deze lijst en de elfde single die op nummer 1 binnenkomt.

## Hitnoteringen

### Nederlandse Top 40
| Hitnotering: 15-09-2012 t/m 20-10-2012 | Hitnotering: 15-09-2012 t/m 20-10-2012 | Hitnotering: 15-09-2012 t/m 20-10-2012 | Hitnotering: 15-09-2012 t/m 20-10-2012 | Hitnotering: 15-09-2012 t/m 20-10-2012 | Hitnotering: 15-09-2012 t/m 20-10-2012 | Hitnotering: 15-09-2012 t/m 20-10-2012 | Hitnotering: 15-09-2012 t/m 20-10-2012 |
| Week:                                  | 1                                      | 2                                      | 3                                      | 4                                      | 5                                      | 6                                      |                                        |
| -------------------------------------- | -------------------------------------- | -------------------------------------- | -------------------------------------- | -------------------------------------- | -------------------------------------- | -------------------------------------- | -------------------------------------- |
| Positie:                               | 29                                     | 28                                     | 29                                     | 36                                     | 37                                     | 39                                     | uit                                    |

### NederlandseSingle Top 100
| Hitnotering: 08-09-2012 t/m 13-10-2012 | Hitnotering: 08-09-2012 t/m 13-10-2012 | Hitnotering: 08-09-2012 t/m 13-10-2012 | Hitnotering: 08-09-2012 t/m 13-10-2012 | Hitnotering: 08-09-2012 t/m 13-10-2012 | Hitnotering: 08-09-2012 t/m 13-10-2012 | Hitnotering: 08-09-2012 t/m 13-10-2012 | Hitnotering: 08-09-2012 t/m 13-10-2012 |
| Week:                                  | 1                                      | 2                                      | 3                                      | 4                                      | 5                                      | 6                                      |                                        |
| -------------------------------------- | -------------------------------------- | -------------------------------------- | -------------------------------------- | -------------------------------------- | -------------------------------------- | -------------------------------------- | -------------------------------------- |
| Positie:                               | 1                                      | 6                                      | 4                                      | 18                                     | 39                                     | 97                                     | uit                                    |